# Maciej Warda
Maciej Warda (ur. 2 kwietnia 1975 w Gdyni) – polski muzyk, basista, gitarzysta, redaktor.

## Życiorys
W zespole Farba od 2002 roku. Wcześniej od roku 1996 basista zespołu DzieńDobry Jacka Siciarka.
Od 2018 wraz z Maciejem Łyszkiewiczem i Sławomirem Dumańskim współtworzy trójmiejski zespół The Q.
Ukończył studia na wydziale biologii, geografii i oceanologii Uniwersytetu Gdańskiego z tytułem magistra geografii. W piśmie TopGuitar odpowiada za dział testów, wywiady oraz tematy związane z gitarą basową. Od 2010 roku redaktor prowadzący specjalnego dodatku TopBass oraz portalu TopBass.pl. Jest mężem pisarki Małgorzaty Wardy.